# Annellska huset

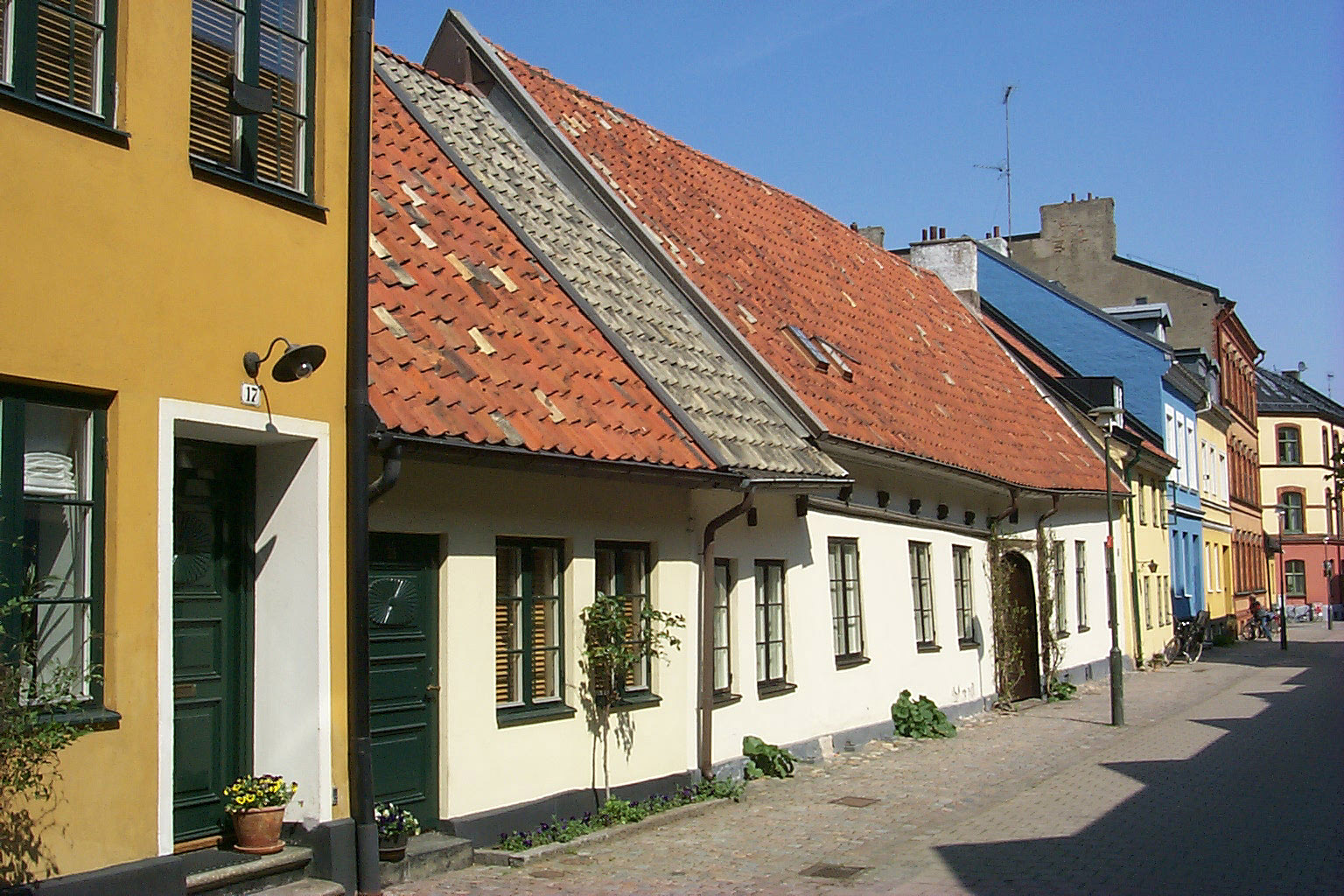
Jakob Nilsgatan med Annellska huset.

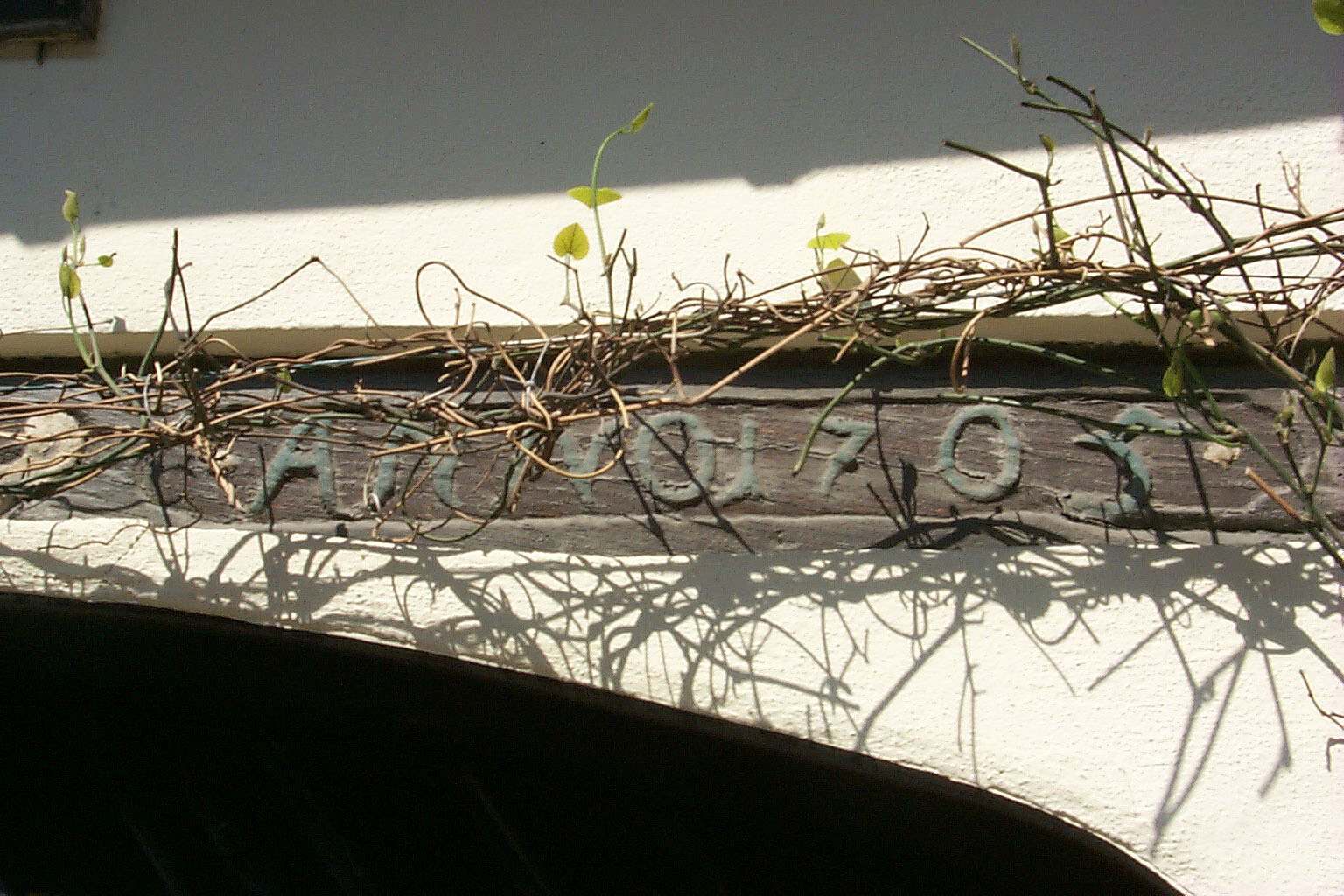
Detalj av husets portbjälke.

Annellska huset är en korsvirkesbyggnad på Gamla Väster i Malmö. 
Husets byggnadstid 1705 framgår av en inskription på portbjälken. Ägarnas initialer finns också ingraverade, J M och J A D, det vill säga kronobagaren Johan Müller och hustrun Ingeborg Andersdotter. Till den ursprungliga envåningslängan utmed Jakob Nilsgatan är kopplat två mindre envåningshus i väster. Dessa var under 1970-talet rivningshotade då arkitekter inom Malmö stad ville bryta upp kvarteren och skapa en gång- cykelväg i norr-söder genom hela Gamla Väster. Malmö museums representant Sven Rosborn lyckades emellertid tillsammans med den då nybildade förening Gamla Väster sätta stopp för dessa planer. 
Trots att Annellska huset i dag är Gamla Västers äldsta stående korsvirkesbyggnad har det levt ett undanskymt liv. Mycket lite är skrivet om huset och gården. Namnet Annell har gården fått efter målaremästare Annell som ägde fastigheten på 1930-40-talen. Konstnären Åke Waldemar Larsson har själv berättat följande:
| ” | Det var på 1940-talet som jag arbetade hos målaremästare Annell. Han bodde i den gamla gården vid Jakob Nilsgatan. Annell var den gamla tidens mästare. Han fordrade mycket men var samtidigt mycket kunnig. Mycket av det gamla inne i huset har bevarats; Annell vårdade det väl. I köket öster om porten har han bevarat den gamla öppna spisen. Gårdslängan hyrdes ut till bostad. | „ |